# Claea dabryi
Claea dabryi är en fiskart som först beskrevs av Sauvage, 1874.  Claea dabryi ingår i släktet Claea och familjen grönlingsfiskar. Inga underarter finns listade i Catalogue of Life.